# Старкі (Нью-Йорк)
Старкі (англ. Starkey) — місто (англ. town) в США, в окрузі Єйтс штату Нью-Йорк. Населення — 3407 осіб (2020).

## Демографія
Згідно з переписом 2010 року, у місті мешкали 3573 особи в 1324 домогосподарствах у складі 881 родини. Було 1773 помешкання
Расовий склад населення:
| - 96,7 % — білих - 1,2 % — чорних або афроамериканців - 0,4 % — азіатів - 0,2 % — корінних американців |

До двох чи більше рас належало 1,1 %. Частка іспаномовних становила 1,7 % від усіх жителів.
За віковим діапазоном населення розподілялося таким чином: 28,0 % — особи молодші 18 років, 56,5 % — особи у віці 18—64 років, 15,5 % — особи у віці 65 років та старші. Медіана віку мешканця становила 38,6 року. На 100 осіб жіночої статі у місті припадало 101,1 чоловіків;  на 100 жінок у віці від 18 років та старших — 95,9 чоловіків також старших 18 років.
Середній дохід на одне домашнє господарство  становив 76 757 доларів США (медіана — 48 750), а середній дохід на одну сім'ю — 84 966 доларів (медіана — 60 200). Медіана доходів становила 53 654 долари для чоловіків та 31 202 долари для жінок. За межею бідності перебувало 11,3 % осіб, у тому числі 14,6 % дітей у віці до 18 років та 6,1 % осіб у віці 65 років та старших.
Цивільне працевлаштоване населення становило 1571 особа. Основні галузі зайнятості: освіта, охорона здоров'я та соціальна допомога — 28,1 %, виробництво — 15,1 %, будівництво — 9,8 %, мистецтво, розваги та відпочинок — 7,3 %.